# Zoe Akins
Zoe Akins (ur. 30 października 1886 w Humansville, zm. 29 października 1958 w Los Angeles) – amerykańska prozaiczka, dramatopisarka i poetka, laureatka Nagrody Pulitzera.

## Życiorys
Urodziła się 30 października 1886 r. w Humansville w stanie Missouri. Była córką Thomasa J. Akinsa, poczmistrza i Elizabeth Green Akins. W dzieciństwie Zoë rodzina przeniosła się do St. Louis, gdzie Thomas Akins był poczmistrzem i członkiem komitetu narodowego Republikanów. W wieku 12 lat Akins została wysłana do szkoły w Monticello Seminary w Godfrey w Illinois, a później do Hosmer Hall w St. Louis w Missouri. W 1932 r. wyszła za mąż za Huga C. Rumbolda, który zmarł kilka miesięcy po ślubie. Nie miała dzieci. Zmarła na raka 29 października 1958 r. w Los Angeles w Kalifornii.

## Twórczość
Akins wykazywała wcześnie zdolności do pisania, zwłaszcza poezji. Kiedy miała 15 lat, jej mentorem został William Marion Reedy, redaktor Reedy's Mirror. W ciągu następnych kilku lat opublikował kilka jej wierszy i opowiadań, a także krytykę muzyczną i dramatyczną, o napisanie której ją poprosił.
Zoe wypowiadała się głównie w poezji i dramacie. Pisała też scenariusze. Wydała m.in. sztuki dramatyczne: The Magical City (1916), Papa (1919), Declasse (1919), Footloose (1920), Daddy's Gone a-Hunting (1921), The Varying Shore (1921), Greatness (opublikowana jako The Texas Nightingale, 1923), A Royal Fandango (1924), The Moon-Flower (1924), First Love (1926), The Crown Prince, Thou Desperate Pilot (1927), The Furies (1928), The Love Duel (1929), The Greeks Had a Word For It (1929), O Evening Star (1936), The Human Element (1939), Mrs. January and Mr. X (1948) i The Swallow's Nest (1950). Nagrodę Pulitzera w dziedzinie dramatu otrzymała za sztukę The Old Maid (1935), będącą adaptacją noweli Edith Wharton. Pisała też wiersze liryczne. W 1912 r. wydała zbiorek Interpretations, a Book of First Poems.